# Andrew J. Ferchland
Andrew Joel Ferchland (Contea di Orange, 26 gennaio 1987) è un attore statunitense.

## Biografia
Andrew J. Ferchland inizia la sua carriera nel 1992, all'età di 5 anni, con uno spot pubblicitario e qui ottiene la sua tessera di iscrizione all'unione degli attori (SAG - Screen Actors Guild). Negli anni successivi ha girato oltre 65 spot pubblicitari e ha continuato a lavorare in televisione e al cinema.
La sua prima parte in un film risale al 1995, dove Andrew J. Ferchland interpreta il figlio dell'attore Russell Crowe in Fino alla fine. L'anno seguente ha interpretato il figlio di Robert De Niro nel film The Fan - Il mito.
Nel 1997 Andrew J. Ferchland entra nel cast della serie Buffy l'ammazzavampiri interpretando l'importante ruolo di Collin, noto anche come il Consacrato, ma dopo una stagione in questa parte, a causa di una evidente crescita fisica dovuta allo sviluppo, la produzione fa morire il suo personaggio all'inizio della seconda stagione.
Nel 2001, si presenta al Sundance Film Festival con due film, Jack il cane e The Doe Boy. Dopo due anni è stato il momento di Manhood, il seguito di Jack il cane.
Dopo un periodo lontano dal palcoscenico per frequentare il college Andrew J. Ferchland ha deciso di ritornare alla sua passione, la recitazione.

## Filmografia

### Cinema

#### Cortometraggi
- The Chosen One, regia di Phillip Christon (1995)
- No Chance, regia di Zach Whitcomb (2014)
- The Cure, regia di Tim Whitcomb (2016)
- Betrayer, regia di Andrew J. Ferchland (2017)

#### Lungometraggi
- Fino alla fine (No Way Back), regia di Frank A. Cappello (1995)
- The Fan - Il mito (The Fan), regia di Tony Scott (1996)
- The Last Leprechaun, regia di David Lister (1998)
- Jack the Dog, regia di Bobby Roth (2001)
- The Doe Boy, regia di Randy Redroad (2001)
- Manhood, regia di Bobby Roth (2003)

### Televisione
- Banner Times, regia di Lee Shallat-Chemel – film TV (1993)
- La famiglia Bowman (The Good Life) – serie TV, episodi 1x4 (1994)
- Innamorati pazzi (Mad About You) – serie TV, episodi 2x24 (1994)
- E.R. - Medici in prima linea (ER) – serie TV, episodi 1x4 (1994)
- Progetto Eden (Earth 2) – serie TV, episodi 1x15-1x17-1x18 (1995)
- Misery Loves Company – serie TV, episodi 1x5 (1995)
- Chicago Hope – serie TV, episodi 2x14 (1996)
- The John Larroquette Show – serie TV, episodi 4x5 (1996)
- Terra promessa (Promised Land) – serie TV, episodi 1x23-1x24 (1997)
- Buffy l'ammazzavampiri (Buffy the Vampire Slayer) – serie TV, 6 episodi (1997)
- The Brian Benben Show – serie TV, episodi 1x2 (1998)
- Giudice Amy (Judging Amy) – serie TV, episodi 1x16 (2000)
- Jack & Jill – serie TV, episodi 2x10 (2001)
- The Unhallowed – miniserie TV (2016)

## Doppiatori italiani
Nelle versioni in italiano delle opere in cui ha recitato, Andrew J. Ferchland è stato doppiato da:
- Laura Latini in E.R. - Medici in prima linea
- Lorenzo De Angelis in The Fan - Il mito
- Alessio Puccio in Buffy l'ammazzavampiri